# كلية الفنون الجميلة (بغداد)

مقبرة الإنكليز ساحة فارغة في أعلى يمين الصورة وتقابلها في أعلى اليسار بناية كلية الفنون الجميلة

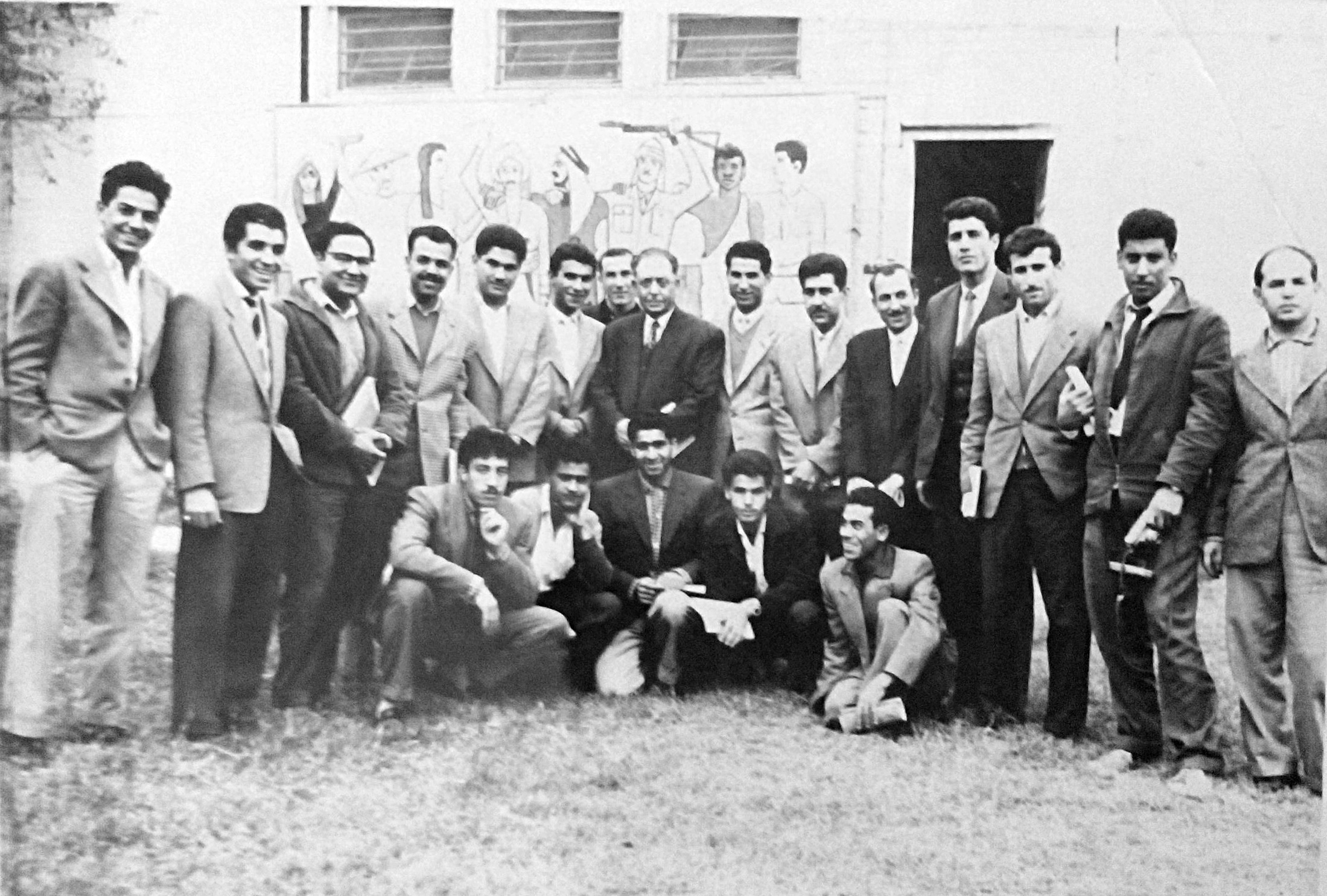
محمد شكري المفتي مع مجموعة من طلابه عندما كان عميد المعهد في عقد الستينيات

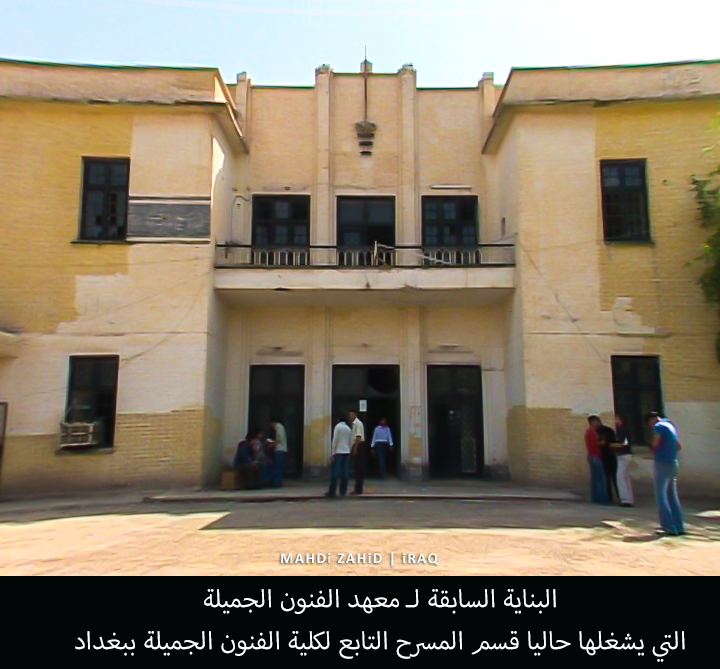
البناية السابقة لـ معهد الفنون الجميلة التي يشغلها حاليا قسم المسرح التابع لكلية الفنون الجميلة ببغداد، الصورة اخذت من الوثائقي (معهد العمالقة) اخراج مهدي زاهد 2007

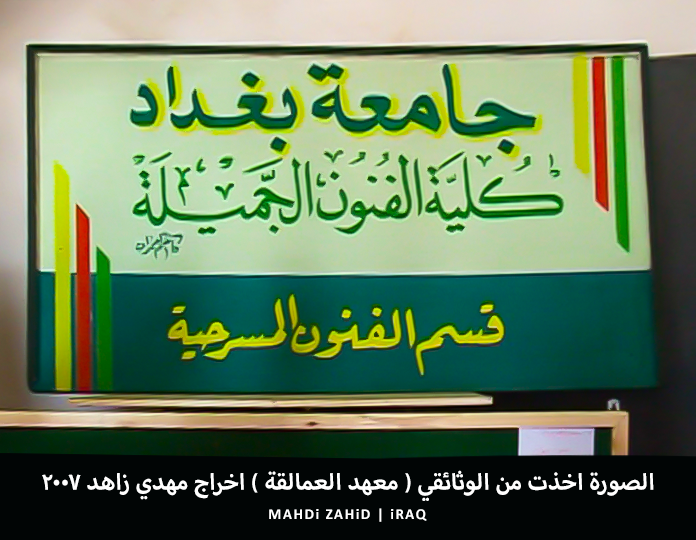
قسم المسرح

شاكر حسن آل سعيد من أوائل الفنانين التشكليين الذين تخرجوا من المعهد عام 1954

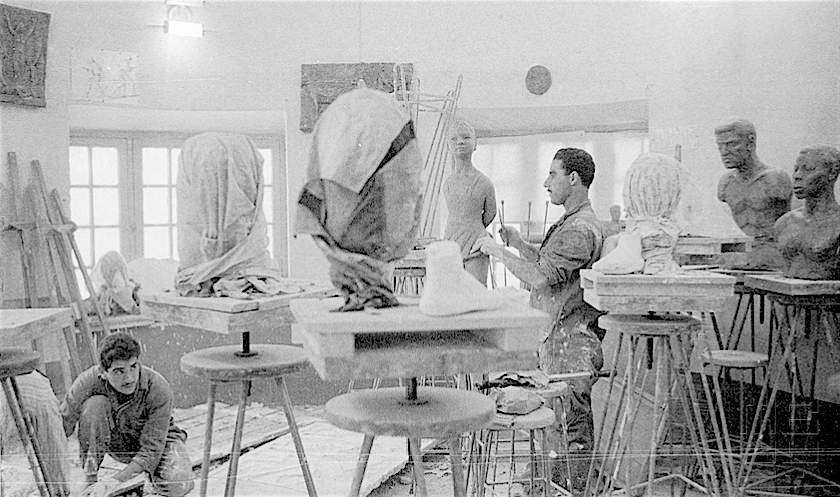
ستوديو في معهد الفنون الجميلة، بغداد، 1959

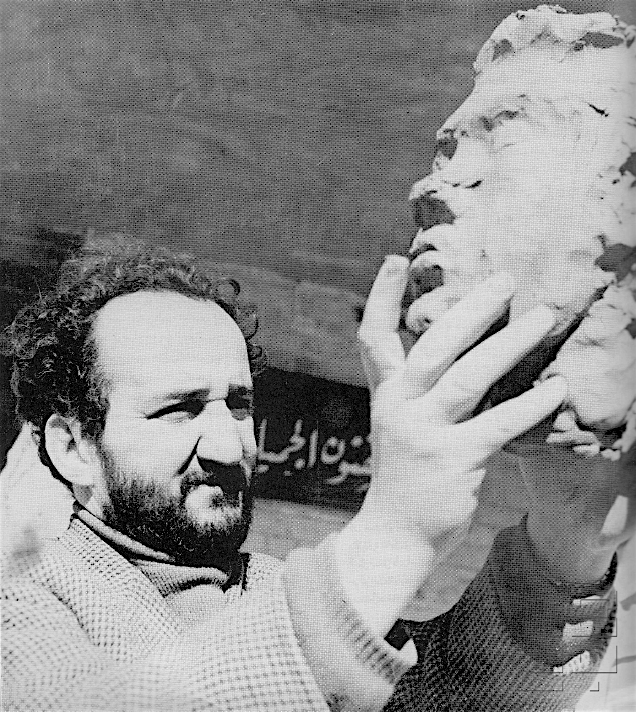
الفنان جواد سليم في معهد الفنون الجميلة، بغداد، 1954

معهد الفنون الجميلة والذي تأسس في بغداد عام 1936م بأسم معهد الموسيقى الوطني لدراسة الموسيقى العربية والغربية، وحاليا يسمى كلية الفنون الجميلة، وكان عميده الشريف محي الدين حيدر، ثم عين الاستاذ محمد شكري المفتي عميدا للمعهد عام 1961م.
وفي عام 1939م أضيف إليه فرع للرسم والنحت وفي عام 1940 تغير اسمه إلى معهد الفنون الجميلة، وأضيفت إليه فروع التمثيل، والإخراج، والرسم، لدراسة الدبلوم. وفي عام 1958، بدأت فكرة تأسيس أكاديمية الفنون الجميلة العليا التي تبناها الدكتور خالد الجادر، فأسست وزارة المعارف في العام الدراسي 1958- 1959 الأكاديمية، وتخرجت أول دورة في أكاديميـــــة الفنون الجميلة في العام الدراسي 1963- 1964م، ولقد تم تغيير اسم (أكاديمية الفنون الجميلة) إلى (كلية الفنون الجميلة) في عقد الثمانينات من القرن العشرين.
ومن أبرز الفنانين العراقيين الذين درسوا فيه الفنان جواد سليم إذ درس النحت، وكذلك الفنان فائق حسن الذي درس الرسم، بعد أن درسا الرسم والنحت في أوروبا، والفنان شاكر حسن آل سعيد.
ولقد كان الدوام في المعهد في بدايته مسائياً، مما أتاح الفرصة لمن يزاولون أعمالاً نهارية للدراسة فيه، ثم أضيف له قسم صباحي لتهيئة أساتذة فنون للمدارس، وقد أختير أساتذته على أساس خبرتهم الفنية وأشتغالهم العملي بأختصاصهم، فلم يكن مدرسوا المعهد الأوائل ممن يحملون شهادات عليا، لكنهم كانوا فنانيين فاعلين في مجالاتهم ومطلعين بشكل جيد على تأريخ الفن المعاصر، ويحملون مع هذا فكرة تأصيل التأريخ الحضاري الفني العراقي.
ثم بعد تحوله إلى أكاديمية الفنون الجميلة أسست فيه أقسام أخرى منها قسم الخط والزخرفة والذي يدرس فيه الطالب زخرفة اللوحات الفنية وزخرفة الخط العربي، ولقد تخرج من قسم الزخرفة والخط الكثير من الخطاطين والمزخرفين العرب ومنهم الخطاط المزخرف الأستاذ طه محمد البستاني، الذي تخرج منه عام 1978، ثم عمل مدرساً في الكلية من عام 1986 ولغاية عام 1995.
وكلية الفنون الجميلة في بغداد متخصصة بتعليم الفنون المختلفة كالرسم والنحت، والزخرفة والتمثيل والغناء واستعمال آلات الطرب وفنون الإخراج السينمائي المنوعة، ومختلف الفنون التشكيلية ومنه تكون بداية الطريق ليصبح الشخص فناناً بارعاً.

## الأقسام الأخرى
توالى استحداث الأقسام العلمية الواحد تلو الآخر في كلية الفنون الجميلة، ففي عام 1982 تم استحداث قسم الفنون السمعية والمرئية برئاسة د. عبد المرسل الزيدي بتخصصاته السينما، الإذاعة والتلفزيون. وتم توظيف عدد من الأساتذة المصريين للتدريس في أقسامها وتم تغيره في عام 2012 إلى قسم الفنون السينمائية والتلفزيونية. وفي عام 1983 استحدث قسم التصميم بتخصصاته الداخلي والصناعي والطباعي والأقمشة، ثم قسم التربية الفنية عام 1983، والفنون الموسيقية عام 1988، وقسم الخط العربي والزخرفة عام 1997. وتشغل الكلية حالياً ثلاثة أبنية موزعة في منطقة الوزيرية والكسرة، وتضم البناية الأولى الرئيسة (العمادة والإدارة) فضلاً عن أقسام الفنون التشكيلية، والفنون السمعية والمرئية والتصميم، أما البناية الثانية فتضم أقسام (التربية الفنية والفنون الموسيقية والخط العربي والزخرفة) وتضم البناية الثالثة ( قسم الفنون المسرحية ).

## معهد الفنون الجميلة
ثم تم استحداث معهد للفنون الجميلة من قبل وزارة التعليم العالي والبحث العلمي ويقع مبناه حاليا في منطقة المنصور ببغداد.